# Premis Pulitzer de 1924
Els següents són els Premis Pulitzer del 1924.

## Premis de periodisme
- Servei públic:
  - New York World, pel seu treball de denúncia de l'assassinat de Martin Tabert, que va contribuir a posar fi al sistema de contractació de convictes a Florida
- Informació:
  - Magner White, San Diego Sun, per la seva història de l'eclipsi de sol.
- Redacció editorial:
  - Boston Herald, per a un editorial titulat "Who Made Coolidge?"
  - Es va atorgar un premi especial de 1.000 dòlars a la vídua de Frank I. Cobb, New York World, en reconeixement de la rellevància de la obra i el servei del seu marit.

- Caricatura Editorial:

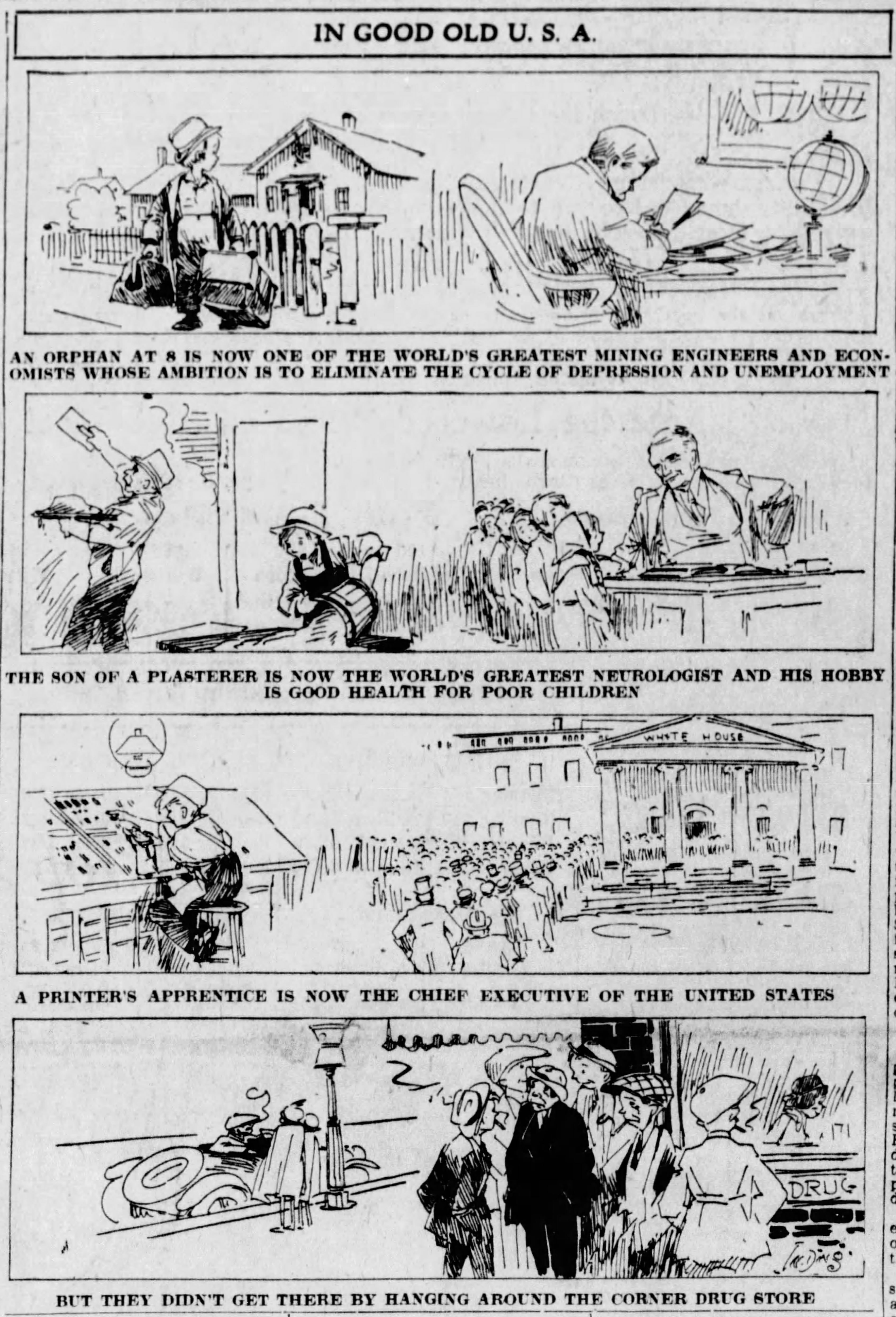
"In Good Old USA", guanyador del premi a la Caricatura Editorial

  - Jay Norwood Darling, del Des Moines Register and Tribune, per "In Good Old USA".[1]

## Premis de lletres i teatre
- Novel·la:
  - The Able McLaughlins de Margaret Wilson (Harper)
- Teatre:
  - Hell Heaven Fer Heaven de Hatcher Hughes (Harper)
- Història:
  - The American Revolution—A Constitutional Interpretation de Charles Howard McIlwain (Macmillan)
- Biografia o autobiografia:
  - From Immigrant to Inventor de Michael I. Pupin (Scribner)
- Poesia:
  - New Hampshire: A Poem with Notes and Grace Notes de Robert Frost (Holt)